# Franz I. (Erbach-Erbach)

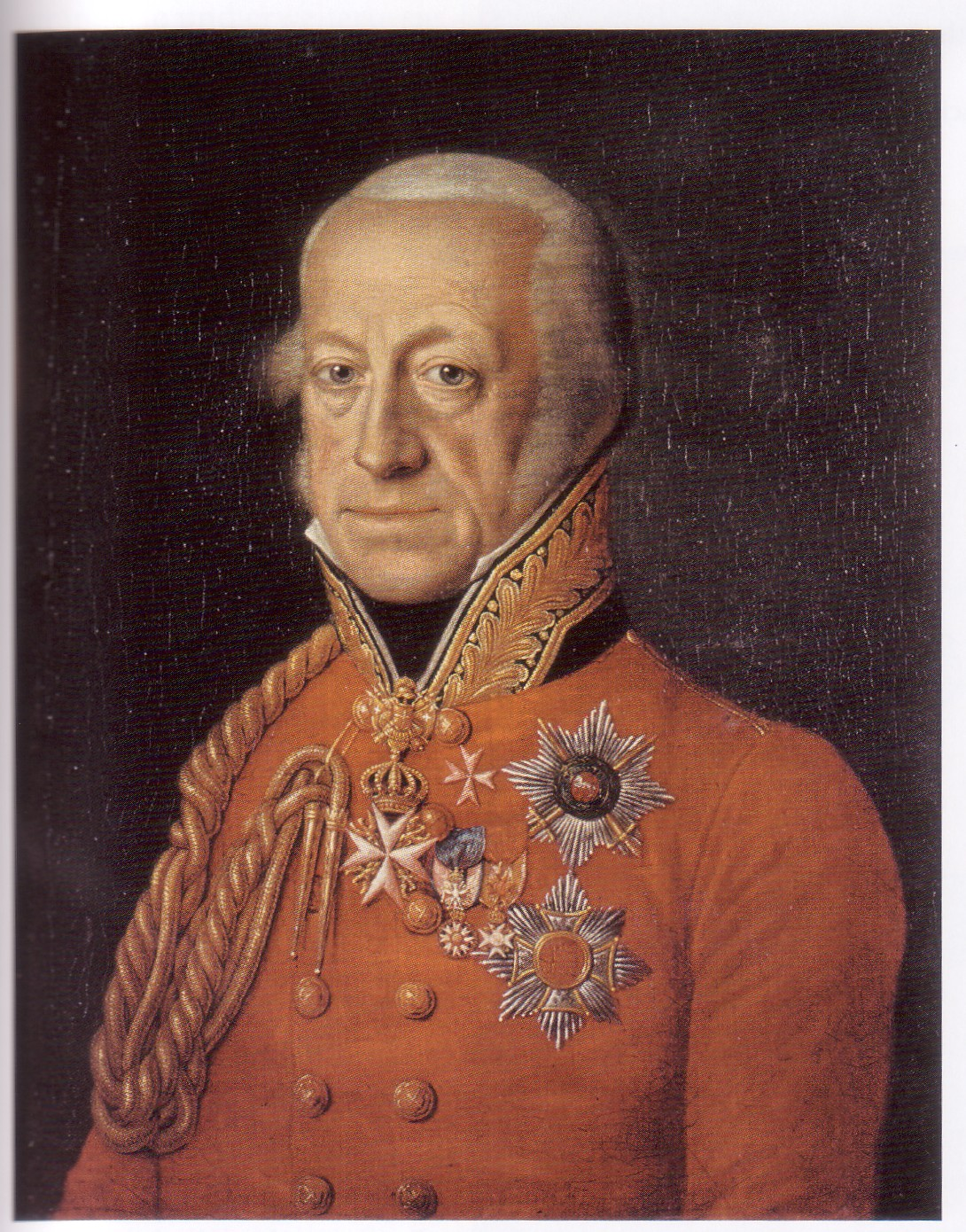
Franz I. Graf zu Erbach-Erbach, Gemälde aus der ersten Hälfte des 19. Jahrhunderts

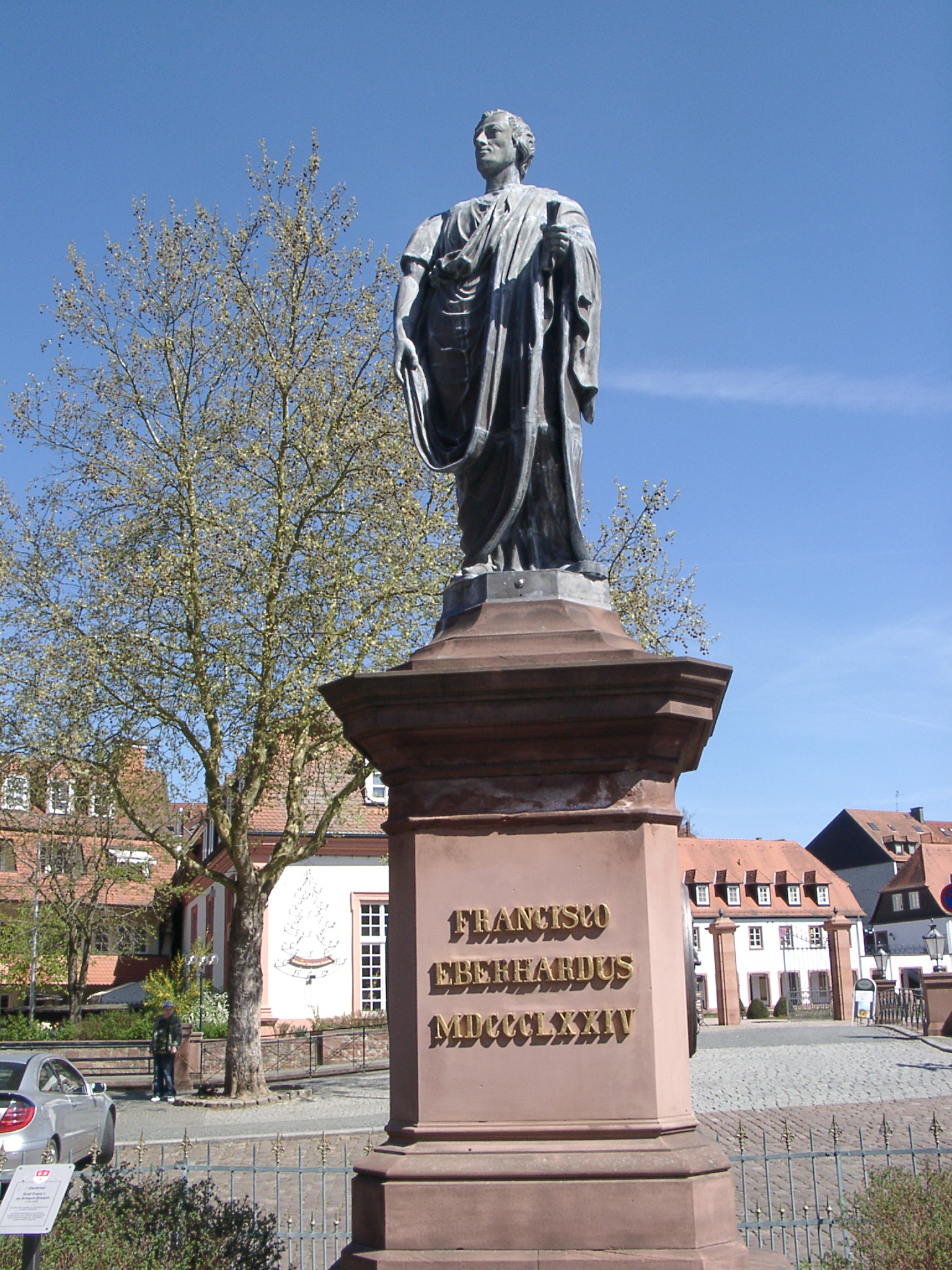
Denkmal des Grafen Franz vor dem Erbacher Schloss

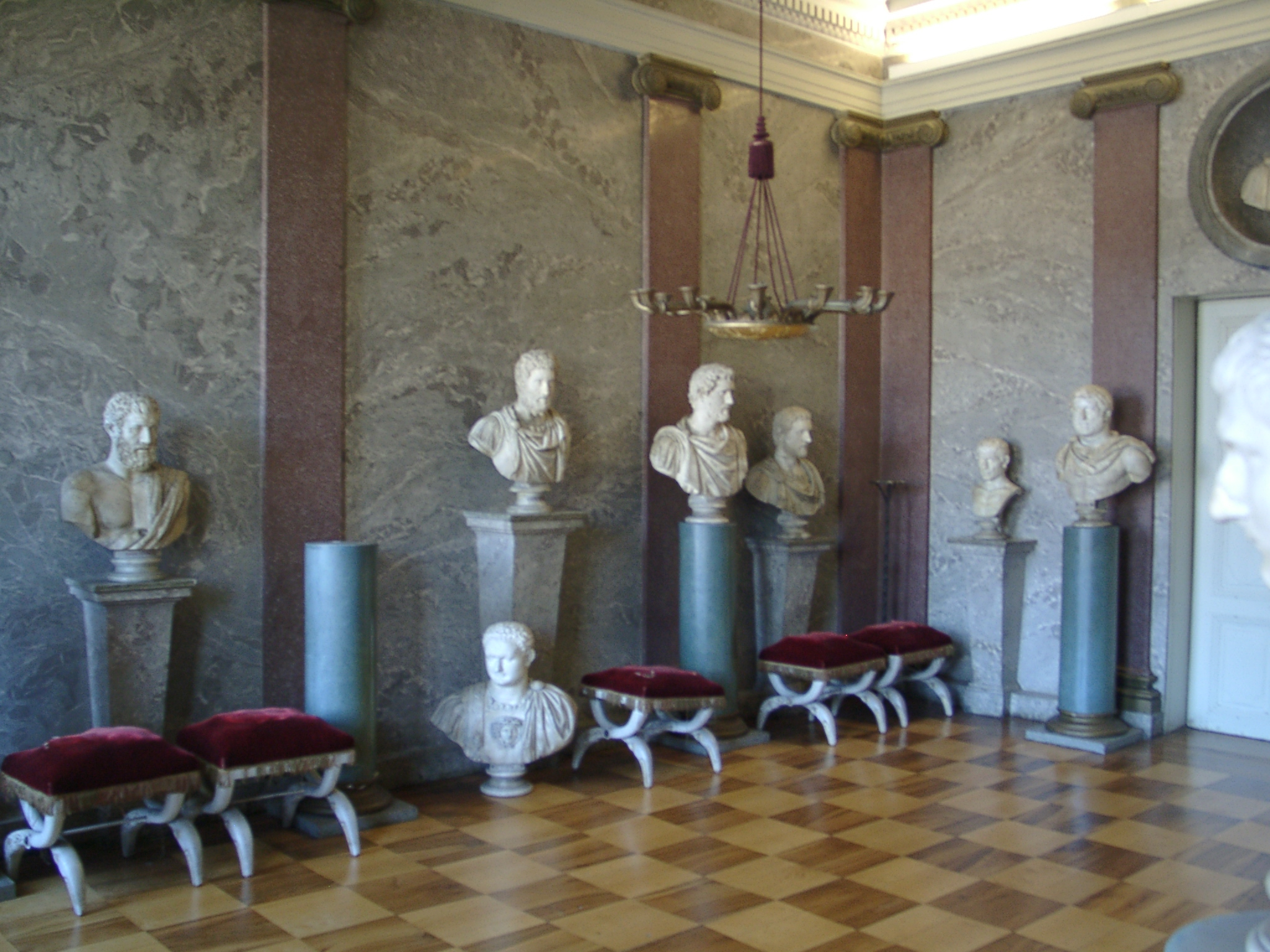
Antikensammlung im Schloss Erbach

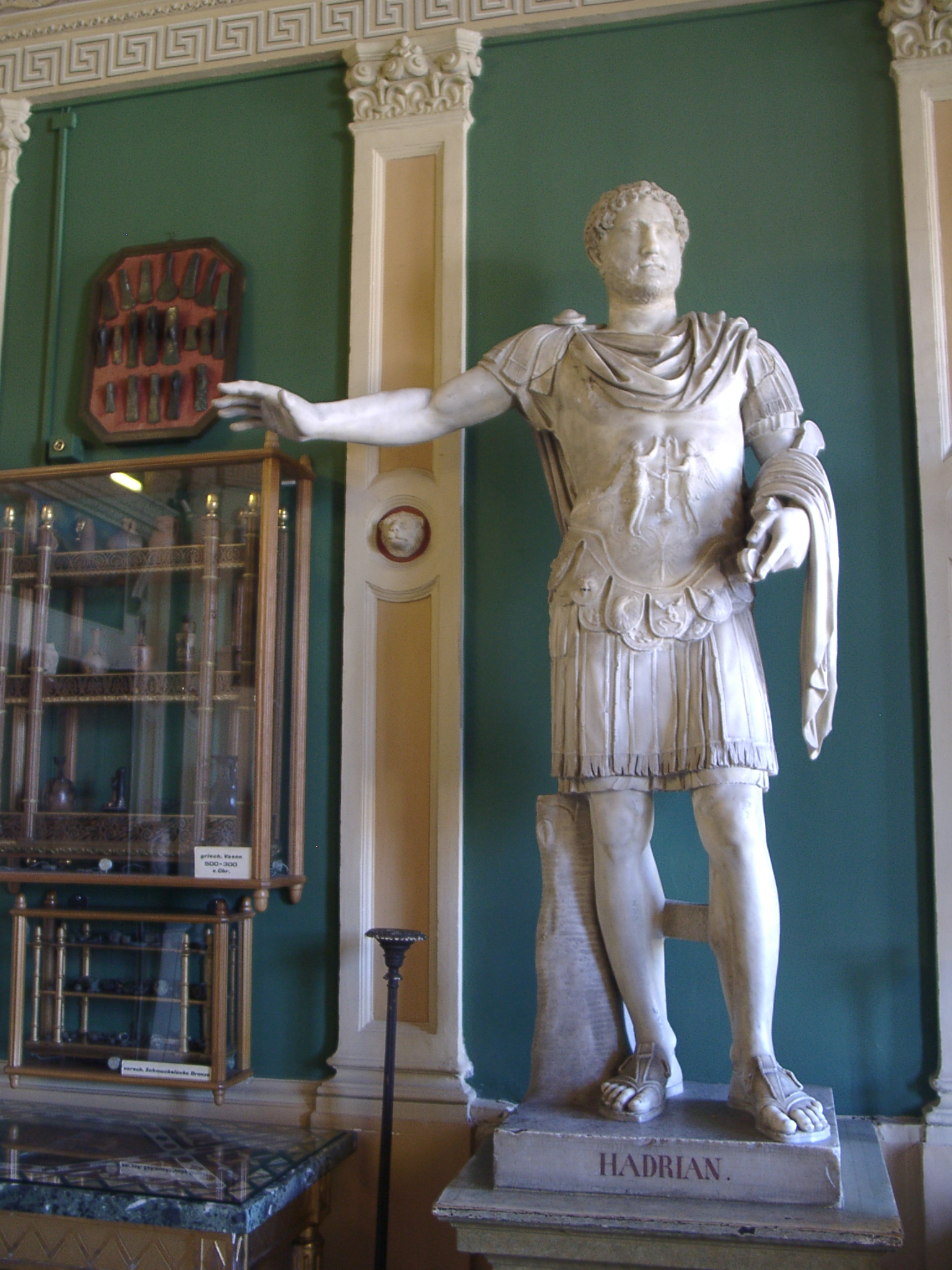
Hadrians-Statue

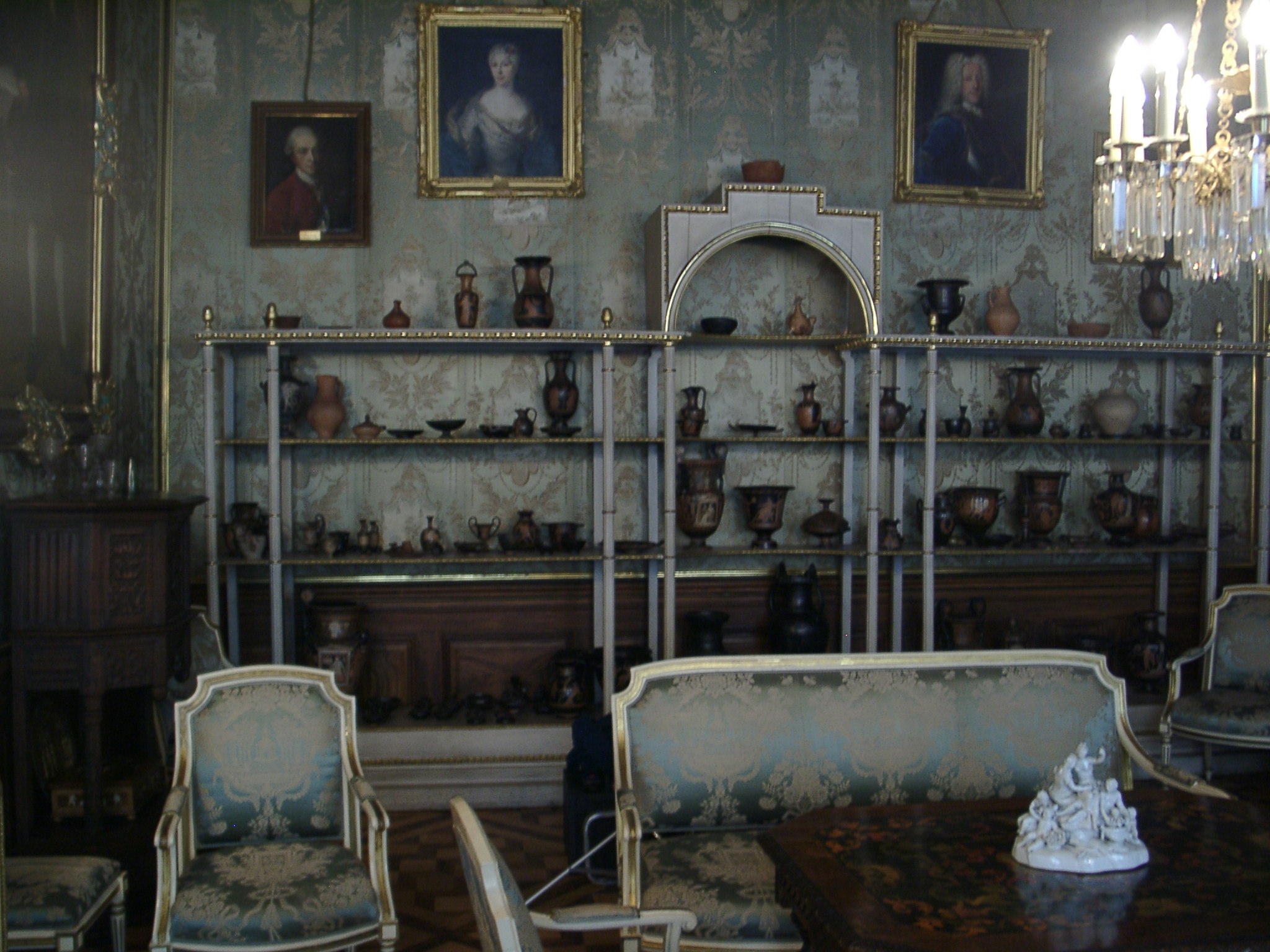
Antike Vasen in zeitgenössischer Aufstellung

Blatt aus den so genannten Erbacher Katalogen

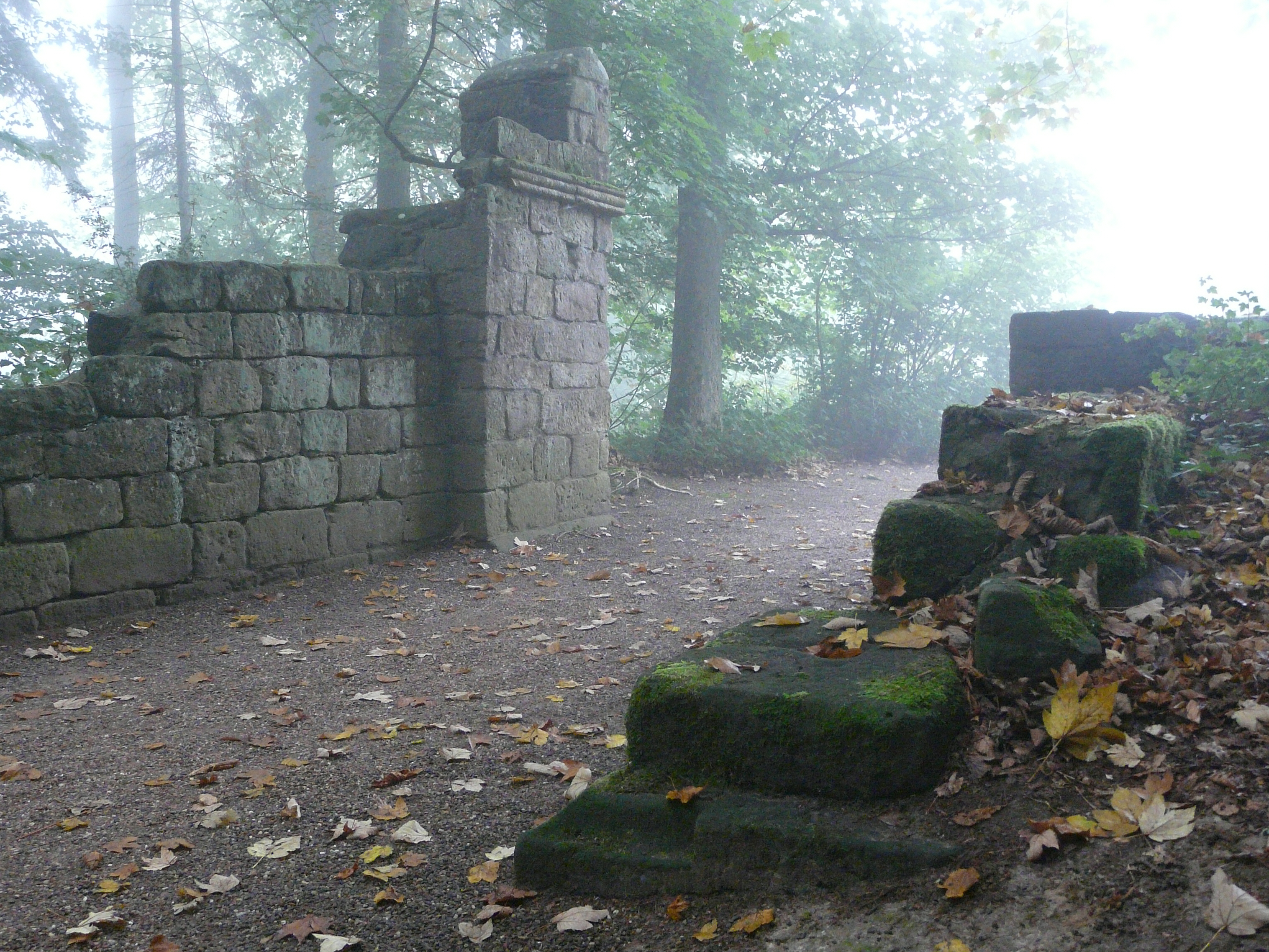
Rekonstruktion der Toranlage des Kastell Eulbach im Eulbacher Park (Anfang 19. Jh.)

Franz I. Graf zu Erbach-Erbach (* 29. Oktober 1754 in Erbach (Odenwald); † 8. März 1823 ebenda) war regierender Graf der Teilgrafschaft Erbach-Erbach sowie Kunstsammler, Antikensammler und Pionier der provinzialrömischen Archäologie in Deutschland.

## Herkunft
Seine Eltern waren Graf Georg Wilhelm von Erbach-Erbach (1686–1757) und dessen zweite Ehefrau Leopoldine Sophie Wilhelmine, geborene zu Salm-Grumbach (1731–1795), Tochter des Wild- und Rheingrafen Karl Walrad Wilhelm zu Salm-Grumbach und der Gräfin Juliane von Prösing und Limpurg.

## Leben
Nach dem frühen Tod seines Vaters wurde er zunächst von der Mutter und dann von Christian Friedrich Freund erzogen. Von Herbst 1769 bis Frühjahr 1773 studierte er in Lausanne, Straßburg und Paris Staatswissenschaften, Geschichte und Altertumskunde. Neben dem Studium beschäftigte sich Franz mit den Schriften Johann Joachim Winckelmanns. Auf einer zweijährigen Bildungsreise besuchte er anschließend London, Brüssel, Den Haag, Berlin, Dresden und Italien. In Berlin lernte er den Agrarreformer Johann Christian Schubart und dessen Schriften kennen. Davon beeinflusst ließ er den Rotklee-Anbau im Odenwald veranlassen und stiftete zur Unterstützung dieses Vorhabens den Kleetaler.
In Rom lernte er viele Gelehrte kennen, die in enger Beziehung zu Winckelmann gestanden hatten: Ennio Quirino Visconti (1751–1819), Nachfolger Winckelmanns im Amt des päpstlichen Kommissars der Altertümer, Kardinal Alessandro Albani (1692–1779), Förderer, Brotherr und Freund Winckelmanns, und Johann Friedrich Reiffenstein (1719–1793), russischer und sachsen-gothaischer Hofrat, enger Freund Winckelmanns. Von Reiffenstein ließ sich der Graf durch die Stadt führen. Er sah in ihm einen guten Freund und wissenschaftlichen Berater. Ihm widmete er seinen 1808 vollendeten Katalog, die Beschreibung seiner Antikensammlung. Während eines einmonatigen Aufenthaltes in Neapel, von wo aus er die Ausgrabungen in Pompeji und in Herculaneum besuchte, lernte er auch den englischen Gesandten am Hof von Neapel, Sir William Hamilton (1730–1803), und dessen berühmte erste Vasensammlung kennen.
Nach Erbach zurückgekehrt übernahm er 1775 die Regierung. Dabei galt seine besondere Aufmerksamkeit der Verbesserung der Landwirtschaft und der Förderung von Handel, Handwerk und Verkehr. Von Januar bis Juni 1791 unternahm er eine zweite Reise nach Italien. In Rom traf Graf Franz viele Bekannte wieder, die er von seinem ersten Aufenthalt her kannte. Zusammen mit Reiffenstein besichtigte der Graf viele Sammlungen, u. a. die Vasensammlung des Malers und Kunsthändlers Thomas Jenkins (1720–1798) und die Sammlung geschnittener Steine im Palazzo Strozzi. Durch seine dabei gewonnenen Eindrücke und durch den Einfluss seiner Freunde Reiffenstein und Visconti wurde der Graf nach eigenen Angaben zum Sammler. Beim Ankauf waren ihm außerdem noch der Altertumsforscher Aloys Hirt (1759–1837) und die beiden Bildhauer Alexander Trippel (1744–1793) und Bartolomeo Cavaceppi (1716–1799) behilflich. Letzterer war für den Grafen auch als Restaurator tätig. Am 28. März wurden die bis dahin erworbenen Antiken nach Erbach gesandt.
Ende April fuhr die gräfliche Reisegesellschaft nach Neapel. Während des dreiwöchigen Aufenthaltes wurden die Schlösser von Portici und CapodiMonte besichtigt, wo die in Pompeji und Herculaneum gefundenen Altertümer aufgestellt waren. Außerdem fuhr man nach Pompeji und Baiae. Der Graf machte auch die nähere Bekanntschaft Johann Heinrich Wilhelm Tischbeins (1751–1829), des Direktors der Kunstakademie in Neapel. Dieser bereitete gerade die Kupferstiche für die Publikation der zweiten Vasensammlung von Hamilton vor. Tischbein zeigte ihnen die Kupferstiche für dieses Werk, so dass dem Grafen zumindest einige Abbildungen auf den Vasen der zweiten Sammlung von Hamilton bekannt waren, auch wenn er diese selbst nicht betrachten konnte. Dadurch angeregt erwarb er für seine Sammlung noch einige Vasen in Neapel; vorher war schon der Maler Jacob Philipp Hackert (1737–1807) in dieser Hinsicht für ihn tätig gewesen.
Die auf dieser zweiten Italienreise zusammengetragene Antikensammlung umfasste dreiunddreißig Marmorskulpturen, über einhundertsiebzig Vasen, Kleinbronzen, einige Mosaikreste und Aegyptiaca. Für ihre Aufstellung hatte sich der Graf bereits in Italien von seinem Maler Johann Wilhelm Wendt (1747–1815) mehrere Pläne für eine Umgestaltung der Räume des Erbacher Schlosses ausarbeiten lassen, die seine neuerworbene Antikensammlung aufnehmen sollten. Diese Räume sind in dem Barockflügel des Schlosses eingerichtet worden. Die Skulpturen sind auf die beiden heute sogenannten Römischen Zimmer, die Vasen auf sein sog. Hetrurisches Kabinett verteilt worden. Das erste Römische Zimmer war Empfangsraum, das zweite Römische Zimmer Arbeitszimmer, und das sog. Hetrurische Kabinett diente ihm als Schlafzimmer.
In den Jahren 1804–1805 wurde von Wendt aus einem Saal im Erdgeschoss des Erbacher Schlosses und vier darüberliegenden Zimmern noch der sogenannte Rittersaal im gotischen Stil errichtet. Er diente der Aufstellung der umfangreichen Sammlung mittelalterlicher Rüstungen und Waffen.
Bis zur Mediatisierung 1806 war Franz Landesherr des Gebiets der von seinem Vater Graf Georg Wilhelm begründeten Linie Erbach-Erbach. 1820 bis 1821 war er Mitglied der Ersten Kammer der Landstände des Großherzogtums Hessen.

Vater von Franz I.: Georg-Wilhelm zu Erbach-Erbach (1686–1757)
Mutter von Franz I.: Leopoldine, geb. Wild- und Rheingräfin zu Salm-Grumbach (1731–1795)
Franz I. in jungem Alter
Franz I. mit seinen sieben Kindern

### Familie
Er heiratete in Dürkheim im Jahr 1776 Luise zu Leiningen-Dagsburg (1755–1785), Tochter des Grafen Karl Friedrich Wilhelm zu Leiningen-Dagsburg (1724–1807) und der Gräfin Luise zu Solms-Rödelheim (1736–1803).  Er erbte von seiner Schwiegermutter, der Fürstin Christiana Wilhelmina Louise von Leiningen-Dagsburg, geb. Gräfin von Solms-Rödelheim, ihren Quartanteil an der Herrschaft Limpurg-Gaildorf-Solms-Assenheim. Franz nannte sich von da an Graf zu Erbach und Limpurg. Das Paar hatte zwei Söhne und fünf Töchter:
- Charlotte Auguste Wilhelmine (1777–1846) ⚭ Fürst Carl von Isenburg-Birstein (1766–1820)
- Marianne Luise Friederike Karoline (1778–1797)
- Caroline Luise Wilhelmine (1779–1825) ⚭ Graf Joseph Karl Leopold Franz Ludwig zu Ortenburg-Neuortenburg (1780–1831)
- Luise (1781–1830) ⚭ Graf Friedrich Christoph von Degenfeld-Schonburg (1769–1848)
- Carl (II.) (1782–1832), durch Adoption auch Graf von Wartenberg-Roth, Herr zu Curl und Ostermannshofen ⚭ Gräfin Anna Sophie zu Erbach-Fürstenau (1796–1845)
- Auguste Karoline (1783–1833) ⚭ Graf Friedrich Magnus II. zu Solms-Wildenfels (1777–1857)
- Friedrich (1785–1854), durch Adoption auch Graf von Wartenberg-Roth, Herr zu Curl und Ostermannshofen, Herr zu Steinbach

Nach dem Tode seiner ersten Frau heiratete er Charlotte Luise Polyxene Kolb von Wartenberg (1755–1844), Tochter von Friedrich Karl Kolb von Wartenberg (1725–1784) und der Caroline Polyxena von Leiningen-Dagsburg-Hardenburg (1728–1782), Schwester des Grafen Ludwig Kolb zu Wartenberg-Roth und Witwe des Grafen Friedrich August zu Erbach-Fürstenau. Das Paar hatte keine weiteren Kinder. Der Bruder der Gräfin adoptierte die beiden Söhne aus der ersten Ehe ihres Gatten.

## Sammler
Berühmt wurde Franz I. zu Erbach-Erbach durch die Sammlungen von Antiken und im Rittersaal (1805) von Schloss Erbach präsentierten altdeutschen Objekten (Rüstungen, Glasgemälde), die den Kern der heutigen Schloss-Sammlung ausmachen. Darüber hinaus sammelte er Hirschgeweihe.

## Pionier der provinzialrömischen Archäologie
Der nicht zuletzt durch sein Studium und seine Reisen altertumsbegeisterte Graf war der Erste, der mehr oder weniger systematisch den Odenwaldlimes, seine Wachtürme und Kastelle ausgraben ließ. Die Kastelle Lützelbach, Windlücke, Hainhaus, Würzberg, Eulbach, Hesselbach und Schloßau wurden in seinem Auftrag von Johann Friedrich Knapp freigelegt und untersucht. Teile der Baureste und der sonstigen Funde fanden Eingang in die gräfliche Antikensammlung und in den Eulbacher Park, in dem sich das gräfliche Jagdschloss befand. Auch eine erste Untersuchung der römischen Villa Haselburg geht auf eine Anordnung des Grafen zurück. Über seine umfangreichen archäologischen Aktivitäten verfasste Franz I. handschriftlich die so genannten Erbacher Kataloge, die in ihrem Bemühen um Exaktheit als frühe archäologisch-wissenschaftliche Dokumentationen angesehen werden können.

## Elfenbeinschnitzer
Graf Franz war der Initiator der Elfenbeinschnitzerei in Erbach (siehe Deutsches Elfenbeinmuseum).

## Nachweise
1. ↑  Besitzeinweisung und Erbhuldigung nach der Abtretung des der Fürstin Christiana Wilhelmina Louise von Leiningen-Dagsburg, geb. von Solms-Rödelheim, zuständigen Quartanteils an der Herrschaft Limpurg-Gaildorf-Solms-Assenheim an ihren Schwiegersohn Graf Franz von Erbach-Erbach und ihre Tochter Gräfin Charlotte Louise Polyxene von Erbach-Erbach, geb. von Leiningen-Dagsburg. (Staatsarchiv Ludwigsburg, 114 Bü 6300; s. auch Bü 6414).
2. ↑  Gothaischer genealogischer Hof-Kalender. Gotha 1844, S. 214.
3. ↑  Erhard Ueckermann: Die Rehgehörnsammlung in Schloß Erbach/Odenwald. In: Zeitschrift für Jagdwissenschaft. Band 42, 1996, S. 61–72.
4. ↑  Fritz-Rudolf Herrmann: Zur Geschichte der Archäologischen Denkmalpflege in Hessen In: Denkmalpflege in Hessen 1989, 1, S. 2–6.
5. ↑  Fortsetzung Elfenbeinkunst in Erbach. In: www.beyars.com.

| Personendaten    | Personendaten                                 |
| ---------------- | --------------------------------------------- |
| NAME             | Franz I.                                      |
| ALTERNATIVNAMEN  | Erbach-Erbach, Franz I. Graf zu               |
| KURZBESCHREIBUNG | Graf zu Erbach-Erbach, deutscher Kunstsammler |
| GEBURTSDATUM     | 29. Oktober 1754                              |
| GEBURTSORT       | Erbach (Odenwald)                             |
| STERBEDATUM      | 8. März 1823                                  |
| STERBEORT        | Erbach (Odenwald)                             |